# Plusia
Plusia (altgriechisch Πλούσια Plūsia) ist eine Nymphe der griechischen Mythologie.
Sie wird von Aratos, einem im 3. Jahrhundert v. Chr. wirkenden Autor, als Mutter der vier Musen Arche, Aoide, Thelxinoë und Melete benannt, die sie mit Zeus bekam. Die Überlieferung ist nur als Fragment in den Scholien des Johannes Tzetzes zu den Werken und Tagen Hesiods erhalten.
Die gleiche Musengruppierung nennt auch Cicero, der sie als älteste Musen (Musae primae) bezeichnet. Für Cicero sind diese vier Musen Töchter des zweiten Zeus, der – seinen Erläuterungen in dem Zusammenhang folgend – ein Sohn des Uranos war. Eine Mutter nennt Cicero nicht. Da Uranos als Vater der Titanen gilt, werden diese vier auch als die „titanischen Musen“ bezeichnet.